# Ängestjärnen, Ångermanland
Ängestjärnen är en sjö i Örnsköldsviks kommun i Ångermanland och ingår i Lögdeälvens huvudavrinningsområde.